# 1986 en chimie
Cet article présente les faits marquants de l'année 1986 en chimie.

## Évènements
- 18ème Olympiades Internationales de Chimie, organisées à Leyde en Pays-bas du 6 juillet au 15 juillet[1].
- Juin : Johannes Georg Bednorz et Karl Alexander Müller publient la découverte d'un supraconducteur à 35 kelvins à base d'oxydes mixtes de baryum, lanthane et de cuivre[2].

## Prix
- Prix Nobel de chimie : Dudley Robert Herschbach, Yuan Tseh Lee et John Charles Polanyi pour leur contribution à la dynamique des processus chimiques élémentaires[3].
- Prix Wolf de chimie :
  - Elias Corey « pour ses recherches remarquables sur la synthèse de produits naturels hautement complexes et la démonstration de nouvelles façons de penser à propos de ces synthèses »[4].
  - Albert Eschenmoser « pour ses recherches remarquables sur la synthèse, la stéréochimie et les mécanismes de réaction pour la formation de produits naturels, et spécialement la vitamine B-12 »[4].
- Prix Procter & Gamble : Eli Ruckenstein[5]
- Prix Anselme-Payen : Malcolm Brown[6]
- Médaille Garvan-Olin : Jeanette Grasselli Brown[7]
- Prix Ernest-Guenther : Clayton Howell Heathcock Jr.[8]
- ACS Award in Pure Chemistry : Peter Guy Wolynes[9]
- Prix Arthur C. Cope : Duilio Arigoni[10]
- Prix Irving-Langmuir : Sidney W. Benson[11]
- Médaille Priestley : Karl August Folkers[12],[13]
- Médaille Davy : Alexander George Ogston en reconnaissance de sa proposition fondamentale sur la façon dont les enzymes traitent asymétriquement des substrats symétriques et de son analyse quantitative ultérieure des interactions entre les macromolécules qui a permis d'élucider les effets d'exclusion des polymères[14],[15].
- Grand prix Pierre-Süe : Dominique Comar[16]
- Grand prix Achille-Le-Bel : Christian Vidal (chimiste)[17]
- Faraday Lectureship : Alan Carrington[18]
- Claude S. Hudson Award in Carbohydrate Chemistry : Gerald O. Aspinall[19]
- Médaille William-H.-Nichols : Michael J. S. Dewar[20]

## Décès
- 24 juillet : Fritz Albert Lipmann (né en 1899), biochimiste américain.
- 25 septembre : Nikolaï Semionov (né en 1895), chimiste russe.
- 23 octobre : Edward Adelbert Doisy (né en 1893), biochimiste américain.
- 31 octobre : Robert Mulliken (né en 1896), physicien et chimiste américain, prix Nobel de chimie en 1966.
- 3 novembre : Théophile Cahn (né en 1896), médecin et physico-chimiste français.